# Ligamiento
En genética se denomina ligamiento a la asociación física entre dos loci (esto es, su cercanía en una misma hebra de ADN, lo que repercute en una baja frecuencia de recombinación entre ellos durante la meiosis, y, por tanto, a una mayor probabilidad de herencia conjunta). Se puede definir como la tendencia de los alelos de loci que están cercanos entre sí a heredarse juntos como un bloque (haplotipo). Esto se debe a que los quiasmas, estructuras de entrecruzamiento generadas durante la recombinación, se producen al azar a lo largo de un cromosoma; de este modo, a menor distancia entre dos loci, menor probabilidad de que se dé un quiasma y, por tanto, se generen variantes recombinantes.
La disposición de dos loci con máxima frecuencia de recombinación (esto es, de 0,5 o, lo que es lo mismo, del 50%) es sobre cromosomas separados, puesto que, así, si solo se transmite las células germinales una copia del genoma y existen dos cromosomas homólogos (el paterno y el materno) en la célula diploide de la línea germinal, su segregación al azar dará lugar a la transmisión de uno de los dos, y 1/2 corresponde a la mencionada frecuencia de recombinación de 0,5. Cuando los dos loci se encuentran en cromosomas distintos se dice que no están ligados: es una situación de no ligamiento.

## Ligamiento y cartografía
Puesto que la frecuencia de recombinación está relacionada con la distancia física entre dos loci o marcadores, es lógico pensar que podría emplearse este parámetro para dilucidar la disposición de estos sobre un cromosoma, definiendo incluso las distancias entre ellos. Alfred Sturtevant, un estudiante del laboratorio de Thomas Hunt Morgan, empleó esta metodología para generar, por primera vez, un mapa de cartografía genética basado en frecuencias de recombinación. Para ello analizó estadísticamente el número de recombinantes obtenidos en una progenie, relacionando el porcentaje de estos con la distancia existente entre marcadores; dicha distancia se expresa en unidades de mapa (u.m.) o centiMorgan (cM).

## Probabilidad de recombinación
Debido a que la recombinación genética entre dos marcadores se detecta solo si hay un número impar de crossovers cromosómicos entre los dos marcadores, la distancia en centimorgans no corresponde exactamente a la probabilidad de recombinación genética. Asumiendo la función del mapa de Haldane, donde el número de crossovers cromosómicos es según una distribución de Poisson, una distancia genética de  d  centimorgans conducirá a un número impar de crossovers cromosómicos, y por lo tanto una recombinación genética detectable, con probabilidad:
{\displaystyle \Pr[{\text{recombinacion}}|{\text{ligamiento de}}d{\text{ cM}}]=\sum _{k=0}^{\infty }\Pr[2k+1{\text{ crosing-over}}|{\text{linkage of }}d{\text{ cM}}]}
{\displaystyle {}=\sum _{k=0}^{\infty }e^{-d/100}{\frac {(d/100)^{2\,k+1}}{(2\,k+1)!}}=e^{-d/100}\sinh(d/100)={\frac {1-e^{-2d/100}}{2}}\,,}
donde sinh es la función seno hiperbólico. La probabilidad de recombinación es aproximadamente d/100 para valores pequeños de d y se aproxima al 50% cuando d va al infinito.
La fórmula puede ser invertida, dando la distancia en centimorgans en función de la probabilidad de recombinación:
{\displaystyle d=50\ln \left({\frac {1}{1-2\Pr[{\text{recombinacion}}]}}\right)\,.}

## Análisis de ligamiento
Consiste en mapear loci genéticos observando individuos con parentesco. Es decir, se intenta encontrar una característica fácil de medir que esté asociado al gen (o a uno de ellos en enfermedades multifactoriales) que provoca la enfermedad, de manera que evaluando este factor sepamos si un individuo presenta o no la enfermedad, o incluso si es portador de ella. Por ejemplo, en familias donde se herede una enfermedad compleja se estudia el genoma de los individuos de estas familias en busca de alelos que se hereden ligados a la enfermedad, ya que si los alelos no están ligados a la enfermedad se heredarán de forma independiente. Principalmente, se suelen buscar microsatélites (STR, Satellite Tandem Repeats) que estén ligados al gen de la enfermedad, ya que estas breves repeticiones de cortas secuencias de nucleótidos son muy variables y la mayoría de la población es heterocigota para cualquier determinado locus. Sin embargo, cada vez se utiliza más los SNP (de sus siglas en inglés Single Nucleotide Polymorphisms), las cuales son variaciones en un único nucleótido presentes en al menos un 1% de la población. Estos SNP pueden estar o no en la región codificante del gen, siendo las que se encuentran en la región codificante las que más impacto tienen sobre la función de una proteína, pero todas pueden estar relacionadas con la enfermedad (dichos SNPs asociados dentro de un mismo cromosoma se denominan haplotipo). También puede ocurrir que estos SNP no estén involucrados en la enfermedad, pero que al estar asociados a ella podamos usarlos como marcadores moleculares. En cualquier caso, el mapeo de dichas secuencias resulta problemático si éstas presentan un tamaño inferior a 500 pares de bases.
El estudio de ligamiento genético es un método indirecto que permite establecer una relación de una enfermedad (genética) entre miembros de una familia. Para establecer esta relación se usan marcadores genéticos que estén localizados en la región del cromosoma que nos interesa. Es habitual hacer análisis de asociación con marcadores a lo largo de todo el genoma (GWA) para la identficación de su asociación a un rago observable. A diferencia de los GWL, donde se suelen identificar alelos asociados a alto riesgo de padecer la enfermedad, los GWA pueden identificar rasgos alélicos moderados asociados a enfermedades multifactoriales.

## Desequilibrio de ligamiento
Propiedad de algunos genes de las poblaciones genéticas por la cual estos no segregan de forma independiente (poseen una frecuencia de recombinación menor al 50%). El fragmento donde está la mutación se transmite intacto en su totalidad a lo largo de generaciones, mientras el resto del cromosoma se fragmenta por recombinación.